# Fandarja
Der Fandarja (tadschikisch Фондарьё) ist ein linker Nebenfluss des Serafschan in der Provinz Sughd im Norden von Tadschikistan.
Der Fandarja entsteht bei der Siedlung Serafschan-2 am Zusammenfluss von Iskanderdarja (links) und Jaghnob (rechts). Der Quellfluss Iskanderdarja entwässert den Bergsee Iskanderkul. Der Fandarja durchfließt in einer engen Schlucht in nördlicher Richtung die Serafschankette. Dabei weist der Fluss Stromschnellen auf. Schließlich mündet der Fandarja bei Aini in den nach Westen strömenden Serafschan.
Der Fandarja hat eine Länge von 24 km. Einschließlich des Quellflusses Jaghnob hat er eine Gesamtlänge von 140 km. Das Einzugsgebiet umfasst 3230 km². Der Fluss wird von der Schneeschmelze und vom Schmelzwasser der Gletscher gespeist. Zwischen Mai und Anfang September führt der Fluss Hochwasser. Der mittlere Abfluss beträgt 62,6 m³/s.
Die Fernstraße zwischen Duschanbe und Taschkent verläuft entlang dem Flusslauf. 